# Верпа
Ве́рпа — село в Україні, у Словечанській сільській територіальній громаді Коростенського району Житомирської області. Кількість населення становить 201 осіб.

## Населення
Наприкінці 19 століття кількість населення становила 340 осіб, дворів — 63.
У 1906 році у поселенні налічувалося 346 мешканців, дворів — 65, у 1923 році — 82 двори та 420 мешканців.
Відповідно до результатів перепису населення СРСР, кількість населення, станом на 12 січня 1989 року, становила 384 особи. Станом на 5 грудня 2001 року, відповідно до перепису населення України, кількість мешканців села становила 312 особи.

## Історія
У другій половині 19 століття — сільце Словечанської волості Овруцького повіту Волинської губернії. Належало до православної парафії у Можарах, за 1 версту.
Наприкінці 19 століття — село Словечанської волості Овруцького повіту Волинської губернії, за 27 верст від Овруча.
У 1906 році — сільце Словечанської волості (3-го стану) Овруцького повіту Волинської губернії. Відстань до повітового центру, м. Овруч, становила 27 верст, від волосного центру, містечка Словечне — 3 версти. Найближче поштово-телеграфне відділення розміщувалося в Овручі.
У 1923 році включене до складу новоствореної Можарівської сільської ради, яка, 7 березня 1923 року, увійшла до складу новоутвореного Словечанського району Коростенської округи. Розміщувалося за 3 версти від районного центру, міст. Словечне, та 2 версти — від центру сільської ради, с. Можари. 30 грудня 1962 року, в складі сільської ради, передане до Овруцького району Житомирської області.
23 липня 1991 року, відповідно до постанови Кабінету Міністрів Української РСР № 106 «Про організацію виконання постанов Верховної Ради Української РСР…», село віднесене до зони гарантованого добровільного відселення (третя зона) внаслідок аварії на Чорнобильській АЕС.
7 липня 2017 року увійшло до складу новоствореної Словечанської сільської територіальної громади Овруцького району Житомирської області. Від 19 липня 2020 року, разом з громадою, у складі новоствореного Коростенського району Житомирської області.

## Відомі люди
- Левківський Олександр Петрович (1955—2017) — доктор технічних наук, професор Національного транспортного університету[13].